# Gewitter (Ostrowski)
Gewitter (russisch Гроза) ist ein Drama in fünf Akten von Alexander Ostrowski. Es wurde 1859 uraufgeführt und erschien 1860 gedruckt. Im Mittelpunkt steht der Ehebruch der Katerina Kabanowa, die Gründe dafür und die Folgen.

## Inhalt

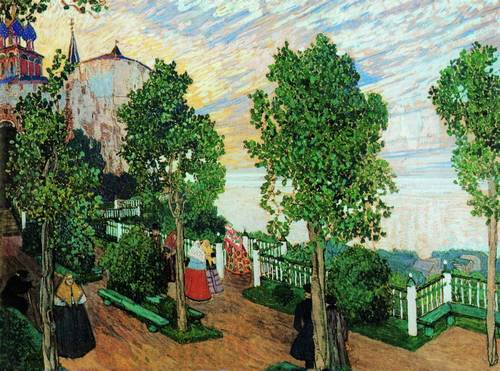
„Das Ufer der Wolga“. Entwurf zur Bühnendekoration (1916) von Alexander Golowin.

### Erster Akt
In einer Kleinstadt an der Wolga wohnt der Kaufmann Dikoi. Er führt in seinem Haus ein strenges Regime und ist ständig am Schimpfen. Sein Neffe Boris ist verwaist (die Eltern sind an der Cholera gestorben), weswegen er Moskau verlassen musste und nun bei seinem Onkel lebt. Er kann sich nicht gegen dessen Schikanen wehren, denn laut dem Testament seiner Großmutter bekommt er sein Erbe nur zugesprochen, wenn er dem Onkel Gehorsam leistet. In dieser täglichen Qual hat er nur einen Lichtblick: Er hat sich in Katerina verliebt, die allerdings verheiratet ist.
Katerina ist die Frau von Kabanow. Sie gehen zusammen mit dessen Mutter, der Kabanowa, spazieren. Die despotische Alte lamentiert die ganze Zeit und wirft ihrem Sohn vor, dass er sie nicht genug liebe. Als Katerina allein mit ihrer Schwägerin Warwara ist, gesteht sie ihr, dass sie sich eingeengt fühlt. Sie schwärmt allerdings für den jungen Boris, obwohl sie weiß, dass dies eine Sünde ist, und zwingt sich, ihre Gefühle zu ignorieren. Doch die leichtlebige Warwara ermutigt sie, Boris wenigstens zu treffen. Dann zieht ein Gewitter auf. Während dies Warwara nicht bekümmert, möchte Katerina schnell nach Hause eilen.

### Zweiter Akt
Kabanow muss sich für zwei Wochen auf eine Reise begeben. Warwara schlägt ihrer Schwägerin derweil vor, zusammen im Gartenhaus zu übernachten, damit sie außer Reichweite der Kabanowa sind. Sie besorgt auch den Schlüssel zur Pforte und gibt ihn Katerina, die hin- und hergerissen ist. Um sich selbst vor der Versuchung zu schützen, hatte sie ihren Mann zuvor darum gebeten, die Reise nicht anzutreten oder sie wenigstens mitzunehmen, was aber beides abgelehnt wurde.

### Dritter Akt
Während sich abends beim Gartenhaus Warwara mit Kudrjasch vergnügt, kommt es auch zum ersten Treffen zwischen Katerina und Boris. Obwohl sie weiß, dass es ihr übel ausgehen wird und sie mit einem schlimmen Ende für sich selbst rechnet, gibt sich Katerina ganz hin.

### Vierter Akt
Auf dem Boulevard promenieren einige Leute. Es regnet, ein Gewitter scheint heraufzuziehen. Kabanow ist überraschend schon 10 Tage nach seiner Abreise zurückgekehrt, die Treffen Katerinas mit Boris sind nicht mehr möglich. Sie ist darüber am Boden zerstört. Als die Familie auf dem Boulevard spaziert, bricht es aus Katerina heraus. Vor allen Leuten gesteht sie ihren Ehebruch.

### Fünfter Akt
Kabanow von sich aus würde seiner Frau durchaus verzeihen, wenn nur nicht seine despotische Mutter wäre. Boris wird derweil von seinem Onkel weit weg geschickt, ins Kontor eines Bekannten nach Sibirien. Es kommt noch zu einer Abschiedsszene zwischen Boris und Katerina. Letztere springt danach verzweifelt in die Wolga. Kabanow macht seine Mutter für das Geschehene verantwortlich und wirft sich über den Leichnam seiner Frau.

## Rezeption
Leoš Janáčeks Oper Káťa Kabanová (1921) basiert auf Ostrowskis Gewitter, das Libretto stammt vom Komponisten selbst, ins Deutsche übersetzt hat es Max Brod. Die erste Filmfassung drehte Kai Gansen 1912. Peter Tschaikowski komponierte 1864 eine Ouvertüre zum Gewitter. Sie wurde erst 1896 posthum aufgeführt.

## Volltext
- das Drama im russischen Original auf Wikisource

## Ausgaben
Alexander N. Ostrowskij: Gewitter. Drama in fünf Akten (sechs Bilder). In: A. N. Ostrowskij: Dramatische Werke in 4 Bänden. Band 2, S. 111–180. Berlin: Aufbau-Verlag 1951.